# Linda Dégh
Linda Dégh (Budapeste, 18 de março de 1918 – Bloomington, Indiana, 19 de agosto de 2014) foi uma folclorista e professora de folclore e etnomusicologia na Universidade de Indiana, no Estados Unidos.
Dégh nasceu em Budapeste, na Hungria, e é conhecida como folclorista por seu trabalho com lendas, identidade e comunidades rurais e urbanas na Europa e na América do Norte. Em 2004, como professora emérita na Universidade de Indiana, ela foi premiada com o AFS Lifetime Scholarly Achievement Award. Dégh também atuou como presidente da American Folklore Society em 1982.

## Vida pessoal
Dégh nasceu em Budapeste, Hungria, em 18 de março de 1920 e morreu em Indiana em 19 de agosto de 2014. Ela foi casada com Andrew Vázsonyi (1906-1986) por 28 anos.

## Carreira
Linda Dégh formou-se na Universidade Péter Pázmány, na Hungria. Depois de se formar, ela começou a ensinar na Universidade Eötvös Loránd no departamento de folclore. Em 1965, ela começou a ensinar no Instituto Folclórico of Universidade de Indiana, na cidade de Bloomington, e em 1982 Dégh tornou-se uma professora distinta da Etnomusicologia Folclórica da Universidade de Indiana.
Enquanto lecionava, Dégh fundou a revista Indiana Folklore em 1968, que ela editou até o fechamento da revista. A revista continuou a publicação até 1980 e foi o jornal oficial da Hoosier Folklore Society. Ela também serviria como presidente da Hoosier Folklore Society em 1967 e 1968.
Dégh tornou-se membro da American Folklore Society em 1971. Folcloristas são escolhidos como membros da American Folklore Society por "suas contribuições extraordinárias para o campo". Em 1982, Dégh foi presidente da American Folklore Society e em 2004, ela foi homenageada pela Sociedade por seu trabalho como folclorista com o Lifetime Scholarly Achievement Award.
Dégh publicou 18 livros e escreveu mais de 200 artigos e ensaios. Ela é conhecida por seu trabalho com lendas e por aplicar o conceito de ostentação ao estudo de lendas contemporâneas. Em 1983, ela e Andrew Vázsonyi escreveram Does the Word 'Dog' Bite? Ostensive Action: A Means of Legend Telling ("A palavra 'cachorro' morde? Ação Ostensiva: Um Meio de Contar Lendas"), e argumentam que as lendas podem ser encenadas assim como contadas. Com base na obra semiótica de Ivo Osolsobě, Umberto Eco, Ludwig Wittgenstein e Bertrand Russell, eles propuseram cinco formas teoricamente possíveis de ostenção no folclore: ostenção, pseudo-ostenção, quase-ostenção, falsa ostenção e proto-ostenção.

## Honraria e prêmios
- 1968: American Philosophy Fellowship[3]
- 1970: Bolsa Guggenheim[9]
- 1971: Fellow da American Folklore Society[3]
- 1984: Bolsa de Pesquisa Fulbright na Alemanha[10]
- 1989: American Folklore Society: Prêmio de Reconhecimento do Centenário[3]
- 1990-91: Bolsa do Centro Nacional de Humanidades[11]
- 1991: Prêmio Hoosier Folklore Society Achievement[3]
- 1993: International Society for the Study of Contemporary Legend Outstanding Contribution Award[3]
- 1993: Folclore Fellows da Academia Finlandesa de Ciências, Helsinque, Finlândia[3]
- 1995: Sigillo D'Oro, Prêmio Pitrè-Salomone Marino, Palermo, Itália[3]
- 1995: Medalha Ortutay - Sociedade Etnográfica Húngara Budapeste[3]
- 2002: Prêmio de Folclore de Chicago da American Folklore Society for Legend and Belief: Dialética de um gênero de folclore[12]
- 2003: Melhor livro acadêmico para lenda e crença: dialética de um gênero folclórico[13]
- 2004: Lifetime Scholarly Achievement Award da American Folklore Society[1]

## Obras publicadas
- Dégh, Linda (1965). Folktales of Hungary (em inglês). [S.l.]: University of Chicago Press. ISBN 978-0-226-14024-7
- Dégh, Linda (1975). People in the Tobacco Belt: Four Lives (em inglês). [S.l.]: National Museum of Man (Mercury Series). ISBN 978-0-405-13331-2. Consultado em 29 de outubro de 2014
- Dégh, ed. (1978). Studies in East European Folk Narrative (em inglês). [S.l.]: University of Texas Press. ISBN 978-0-292-77544-2
- Dégh, ed. (1980). Indiana Folklore: A Reader (em inglês). [S.l.]: Indiana University Press. ISBN 978-0-253-20239-0. Consultado em 29 de outubro de 2014
- Dégh, Linda (1989). Folktales and Society: Story-Telling in a Hungarian Peasant Community (em inglês). [S.l.]: Indiana University Press. ISBN 978-0-253-20526-1
- Dégh, Linda (1994). American Folklore and the Mass Media (em inglês). [S.l.]: Indiana University Press. ISBN 978-0-253-11660-4. Consultado em 29 de outubro de 2014
- Dégh, Linda (1995). Narratives in Society: A Performer-Centered Study of Narration (em inglês). [S.l.]: Folklore Fellows' Communications. ISBN 978-9-514-10748-1
- Dégh, Linda (1996). Hungarian Folktales: The Art of Zsuzsanna Palko (em inglês). [S.l.]: University Press of Mississippi. ISBN 978-0-878-05912-6
- Dégh, Linda (2001). Legend and Belief: Dialectics of a Folklore Genre (em inglês). [S.l.]: Indiana University Press. ISBN 978-0-253-33929-4. Consultado em 29 de outubro de 2014